# 훌리아 파스트라나

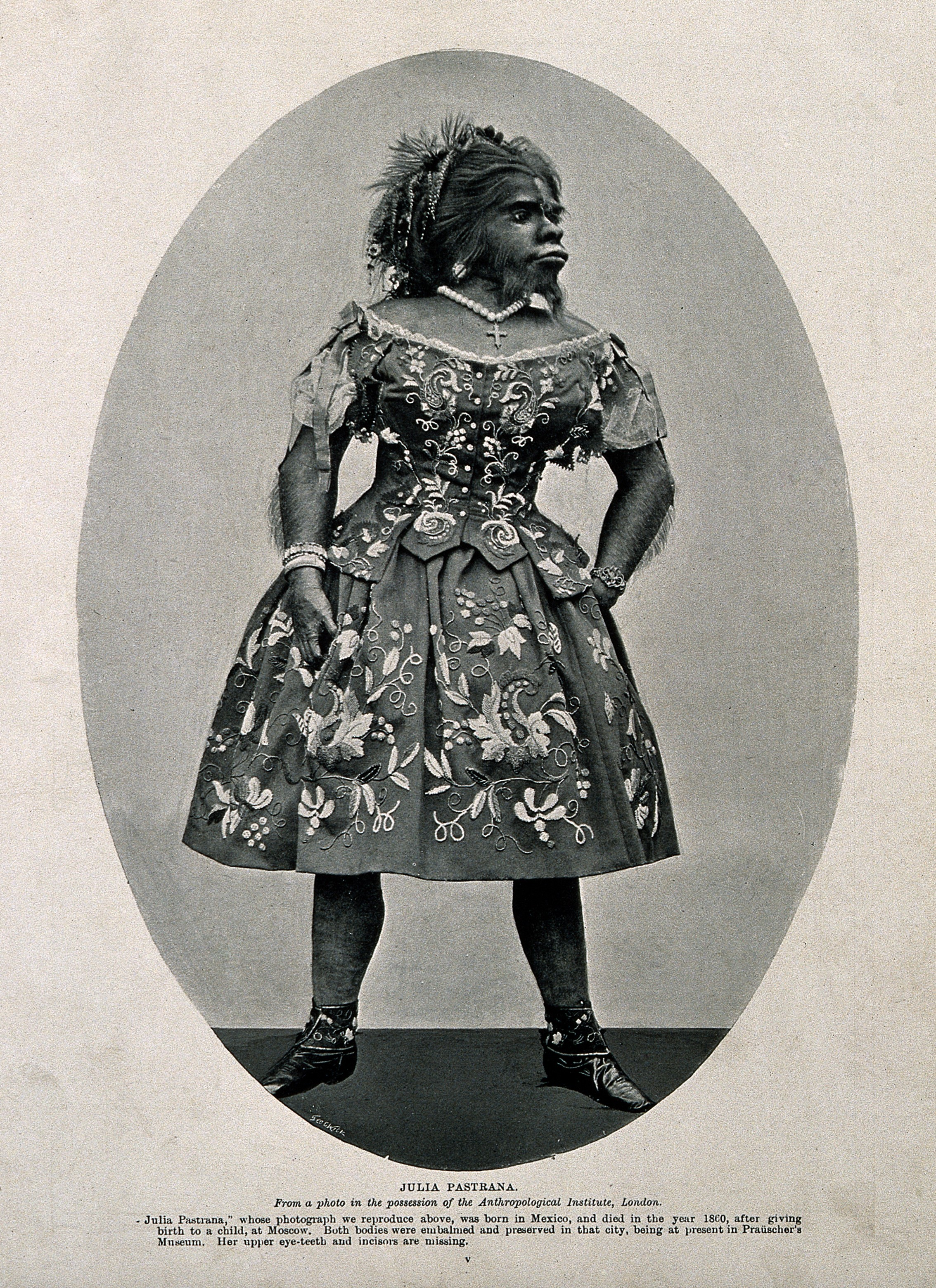
Julia Pastrana - 런던 인류 학회가 소유하고 있던 사진에서...

훌리아 파스트라나(Julia Pastrana, 1834년 ~ 1860년 )는 다모증을 앓던 여성으로 19세기에 미국과 유럽 등지에서 속칭 '괴물 쇼'로 불렸던 기형적으로 생긴 인간들을 전시하여 재미의 대상으로 삼았던 전시회에 팔려다녔던 여성이다.
멕시코 원주민 태생이었던 그는 1834년에 태어났다. 그녀는 솜털성 다모증이라는 유전 질병을 갖고 있었고, 그녀의 얼굴과 몸은 검은 직모로 덮여 있었다. 그녀의 귀와 코는 굉장히 컸고, 이빨은 고르지 못하게 났다. 이빨이 고르지 못하게 나서 그녀는 치은 증식증이라는 흔치 않은 질병을 갖게 되었는데, 이 병은 입술과 잇몸이 두꺼워지는 병이었다.
찰스 다윈은 그녀를 "훌리아 파스트라나는 스페인 댄서이고, 아주 훌륭한 여성이었다. 하지만 그녀는 남성적인 굵은 턱수염과 털이 가득한 이마를 가지고 있었다. 그녀는 사진 찍혔고, 그녀의 피부는 쇼에서 전시되었다. 하지만 우리가 우려하는 것은 그녀의 윗 턱, 아래 턱 모두에 이빨이 불규칙하게 나왔고, 서로 반대로 나왔다. 이를 펄랜드 박사가 뽑았고, 그녀의 얼굴은 고릴라와 같았다."
사후 박제 형식으로 보존 처리되어 100년이 넘는 세월 동안 서커스단에서 전시되었다. 이후 시신이 오슬로 대학에 보내졌다. 2005년 멕시코에서 파스트라나의 유해 송환 캠페인이 벌어졌고, 8년 후에 시신이 송환되었다.

## 같이 보기
- 세라 바트먼